# Wied (rivier)
De Wied is een zijrivier van de Rijn in de Duitse deelstaat Rijnland-Palts. De rivier heeft een lengte van circa 102 kilometer en heeft haar bron ten noorden van het dorp Linden in het Westerwald en haar monding in de Rijn bij Neuwied. Ongeveer halverwege de rivier ligt het stadje Altenkirchen.
Na de bron bij Linden (de Wiedquelle) stroomt de rivier zuidwaarts naar Dreifelden waar zij de Dreifelder Weiher voedt, het grootste meer in het Westerwald. Ten noorden van dit meer vervolgt de Wied weer als rivier, nu in noordwestelijke richting tot Altenkirchen. Voorbij dit stadje buigt de stroom weer af in zuidwestelijke richting door het Natuurpark Rijn-Westerwald tot Neustadt. Halverwege Altenkirchen en Neustadt mondt de Holzbach uit in de Wied, de voornaamste zijrivier. Voorbij Neustadt buigt de stroom zich af in zuidoostelijke richting tot de monding bij Neuwied.
- Gemeinsame Normdatei: 4108127-4